# Sveva
Sveva  è un nome proprio di persona italiano femminile.

## Varianti
- Femminili: Sueva
- Maschili: Svevo[1]

## Origine e diffusione
Il significato certo di questo nome è ignoto, ma viene generalmente considerato un etnonimo, riferito all'antico popolo dei Suebi (o Svevi) o alla regione della Svevia (che da loro prende il nome).
La sua diffusione, comunque scarsa, è stata in parte aiutata dalla fama dello scrittore Italo Svevo.

## Onomastico
L'onomastico si può festeggiare in memoria della beata Serafina Sforza, al secolo Sveva (o Sueva) Feltria Sforza, moglie di Alessandro Sforza e monaca clarissa, commemorata l'8 settembre (o il 9).

## Persone

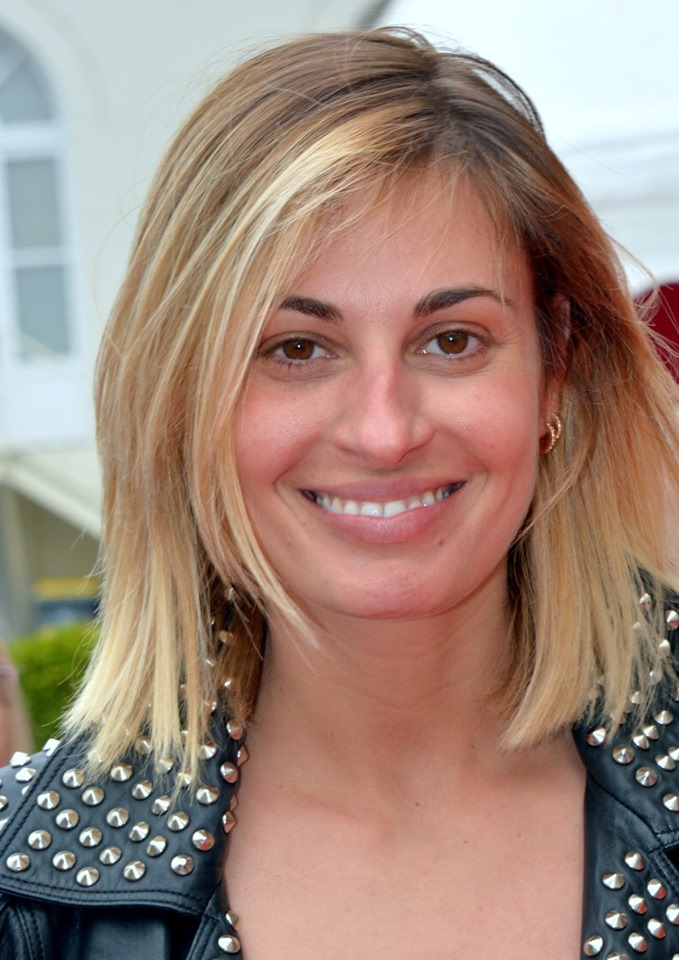
Sveva Alviti

- Sveva Alviti, modella e attrice italiana.
- Sveva da Montefeltro, nome originale di Serafina Sforza, religiosa italiana
- Sveva del Balzo, membro della casata del Balzo
- Sveva Sagramola, giornalista e conduttrice televisiva italiana

## Il nome nelle arti
- Sveva è un personaggio del romanzo di Bianca Pitzorno Ascolta il mio cuore.
- Sveva è un personaggio dei film Baciami ancora e L'ultimo bacio, diretti da Gabriele Muccino.
- Sveva Casati Modignani è lo pseudonimo usato dagli scrittori Bice e Nullo Cantaroni.